# Municipi de Catalunya
El municipi de Catalunya (comuna a la Catalunya Nord) és l'entitat local bàsica de l'organització territorial i element primari de participació ciutadana en els assumptes públics de Catalunya.
El municipi gaudeix d'autonomia, té personalitat jurídica i plena capacitat per a l'exercici de les funcions públiques que té encomanades, per representar els interessos de la col·lectivitat respectiva i per gestionar els serveis públics la titularitat dels quals assumeixen.
Està format per:
- Un territori, el terme municipal, àmbit territorial on l'Ajuntament exerceix les seves competències.
- Una població, el conjunt de veïns o habitants, persones residents en el municipi, segons consta en el padró municipal d'habitants.
- Una administració municipal, l'Ajuntament, organització político-administrativa formada per un conjunt de persones i béns ordenats per a la consecució dels objectius que es proposen.

A la Comunitat Autònoma de Catalunya, els municipis venen regulats per la Llei Reguladora de les Bases del Règim local (LRBRL, llei 7/1985, de 2 d'abril) i la Llei Municipal i de Règim Local de Catalunya (LMRLC, decret legislatiu 2/2003, de 22 d'abril).
És important no confondre el concepte municipi amb els de ciutat, vila, poble, etcètera. En l'actualitat, a causa de les reordenacions territorials dels dos darrers segles, algunes viles, antigament amb municipi propi, han estat afegides a termes municipals més amplis, i n'han passat a ser el cap municipal, o a dependre de ciutats o altres viles, habitualment de més importància en el seu territori. Tanmateix, en ser el títol de vila actualment més honorífic que no pas pràctic, aquestes viles no han perdut mai la seva categoria, encara que en alguns casos hom les anomeni exviles.

## Història
A la Catalunya del Sud els municipis actuals es constituïren, utilitzant el nom d'ajuntament, a partir del 1812, quan es desplegaren les disposicions emanades de la Constitució de Cadis, de manera que amb anterioritat a aquesta data, no es pot parlar pròpiament de l'existència dels municipis, amb el concepte actual d'aquest ens administratiu, sinó que més aviat cal considerar ens locals històrics. En un primer moment es crearen molts ajuntaments, fins a l'extrem de formar-se'n amb només dos caps de casa (dos electors i elegibles per al càrrec d'alcalde, per tant), que devien agrupar al voltant de 10 habitants. És el cas de l'ajuntament d'Enrens i Trepadús, a l'Alta Ribagorça (actualment terme de Tremp, al Pallars Jussà, però).
En els anys posteriors al 1812, s'intentà acabar d'organitzar i racionalitzar l'estat espanyol, creant-se les províncies, els partits judicials, etcètera. El 1845 es promulgà una llei municipal que limitava a 30 caps de casa el mínim per poder tenir ajuntament propi, i, d'aquesta manera, tots els ajuntaments més petits d'aquest nombre s'hagueren d'agrupar a un de més gran, o bé ajuntar-se entre ells per a tenir el mínim de ciutadans electors i elegibles per als càrrecs. Calia ser cap de casa contribuent amb una renda mínima per a poder ser considerat veí (els esmentats electors i elegibles); la resta de la família i els caps de família de rendes més petites no eren considerats veïns i no podien votar ni ser elegits per a cap mena de càrrec.